# Perissandria argillacea
Perissandria argillacea là một loài bướm đêm trong họ Noctuidae.